# Save the Lies
Save the Lies (também conhecido como Save the Lies (Good to Me)) é o segundo single no Reino Unido do álbum de estreia da cantora e compositora australiana Gabriella Cilmi, Lessons to Be Learned (2008).  A lista das faixas e a arte da capa foram reveladas no site oficial do cantor com data de lançamento de 18 de agosto de 2008. Também foi lançado na Austrália como o terceiro single do álbum em 1 de novembro de 2008. Cilmi cantou a música no Australian Idol em 20 de outubro de 2008.

## Lançamento e promoção
"Save the Lies" começou a receber promoção e airplay no final de 2008 na Nova Network.  Desde então, ele tem ganhado cada vez mais espaço nas estações da Rede Today apenas em determinados momentos.
No Big Brother 2008 do Reino Unido, a música serviu de fundo para os "Best Bits" da australiana Sara, quando ela terminou em terceiro lugar.  Na quinta série do The X Factor, a concorrente Hannah Bradbeer cantou a música na rodada "Visit to Judges Houses". "Save the Lies" também foi apresentada na segunda temporada de Samantha Who?  e na temporada de estreia de 90210 da CW.
Em sua terra natal, Cilmi cantou a música na sexta temporada do Australian Idol em 20 de outubro de 2008, bem como no show especial em Melbourne, Sound Relief, em 14 de março de 2009.

## Desempenho gráfico
"Save the Lies" entrou no UK Singles Chart no número noventa e um em downloads, eventualmente saltando cinquenta e oito lugares para o número trinta e três após seu lançamento físico em agosto de 2008. Na Austrália, o single foi tocado inicialmente algumas semanas  depois de "Sweet About Me" chegar ao primeiro lugar, mas várias semanas depois, "Don't Wanna Go to Bed Now" foi anunciado como o próximo single. O single então começou a ter um mínimo de airplay em outubro, e eventualmente alcançou o número vinte e nove no ARIA Club Chart na semana de 17 de novembro de 2008, mas não conseguiu entrar no ARIA Top 100 Singles Chart.

## Vídeo de música
O vídeo Cilmi cantando em uma variedade de ambientes e trajes diferentes.

## Rastreie listagens e formatos
UK CD single
1. "Save the Lies (Good to Me)" – 3:16
2. "Sweet About Me" (Live) – 3:41
3. "Cry Me a River" (Live) – 3:40
4. "Fly Me to the Moon" – 3:05

Australian CD single
1. "Save the Lies" (Single Version) – 3:13
2. "Save the Lies" (Out of Office Club Mix) – 7:10
3. "Save the Lies" (Out of Office Dub Mix) – 7:08
4. "Save the Lies" (Kinky Roland Remix) – 7:10

## Gráficos
| Gráfico (2008)                                       | Posição de pico |
| ---------------------------------------------------- | --------------- |
| Australia Club Tracks (ARIA) Mason/Out of Office mix | 29              |
| Escócia (Scottish Singles Chart)                     | 5               |
| Reino Unido (UK Singles Chart)                       | 33              |